# Bispetorv, Köpenhamn
Bispetorv, eller Bispetorvet, är danskt torg i hörnet Nørregade/Studiestræde i Indre By i Köpenhamn. 
Bispetorv har sitt namn, som det fick 1943, efter Bispegården, som är Köpenhamns biskopsresidens och som ligger på andra sidan av Studiestræde. Torget domineras av huvudingången till Vor Frue Kirke på andra sidan Nørregade. 

## Historik
Bispetorv anlades i samband med Christian Frederik Hansens ombyggnad av Vår Frue Kirke efter den förstörelse som åsamkats av det brittiska bombardemanget av Köpenhamn 1807. Det tidigare huset på platsen hade demolerats och Hansen lyckades få kommunen att ta över fastigheten och var den som ritade den nya byggnaden.
Det av Hansen ritade huset såldes 1899 och revs för att uppföra en ny byggnad för det 1882 grundade Studentersamfundet. Denna nya byggnad ritades av Emil Jeppesen (1851–1934) och Carl Thonning (1855–1926) i nationalromantisk stil och uppfördes på hörnet till Studiestræde. På hörnet hade den ett pyramidformat taktorn. Denna byggnad såldes 1916 till Handels- og Kontoristforeningen och ritades därefter om av Gotfred Tvede. Denne tog bort tornet och tonade ned utseendet i nyklassicistisk stil. Köpenhamns universitet köpte fastigheten 1949.

## Minnesmärket över reformationen
Vid 400-årsminnet av reformationen i Danmark 1936 tillsattes en insamlingskommitté för ett monument under ordförandeskap av Köpenhamnsbiskopen Hans Fuglsang-Damgaard (1890–1979). Minnesmärket invigdes i juni 1943. Reformationsmonumentet utfördes av skulptören Max Andersen och arkitekten Harald Lønborg-Jensen.
Monumentet är obelisk med en relief i brons på var och av de fyra sidorna. De visar fyra scener:
- Kung Kristian III kungör genomförandet av reformationen i Danmark på ett möte på Gammeltorv i Köpenhamn den 30 oktober 1536
- Hans Tausens gudstjänst i Gråbrödraklostrets kyrka i Viborg avbryts av Johan Friis soldater, som kommit för att arrestera honom
- De första sju evangelisk-lutherska biskoparna (superintendenterna) ordineras i Vor Frue Kirke den 2 september 1537
- Peder Palladius genomför en biskopsvisitation med predikan efter reformationen

På trappstegen i granit under relieferna finns inskrifter som berättar om scenerna:
- "herredagen i københavn vedtager reformationens indførelse 30 oktober 1536"
- "hans tavsens prædiken I viborg graabrødre kirke afbrydes af væbnede mænd"
- "de evangeliske biskopper indvies i vor frue kirke I københavn 2 September 1537"
- "dansk gudstjeneste efter reformationens indførelse peder palladius prædiker"

## Bildgalleri

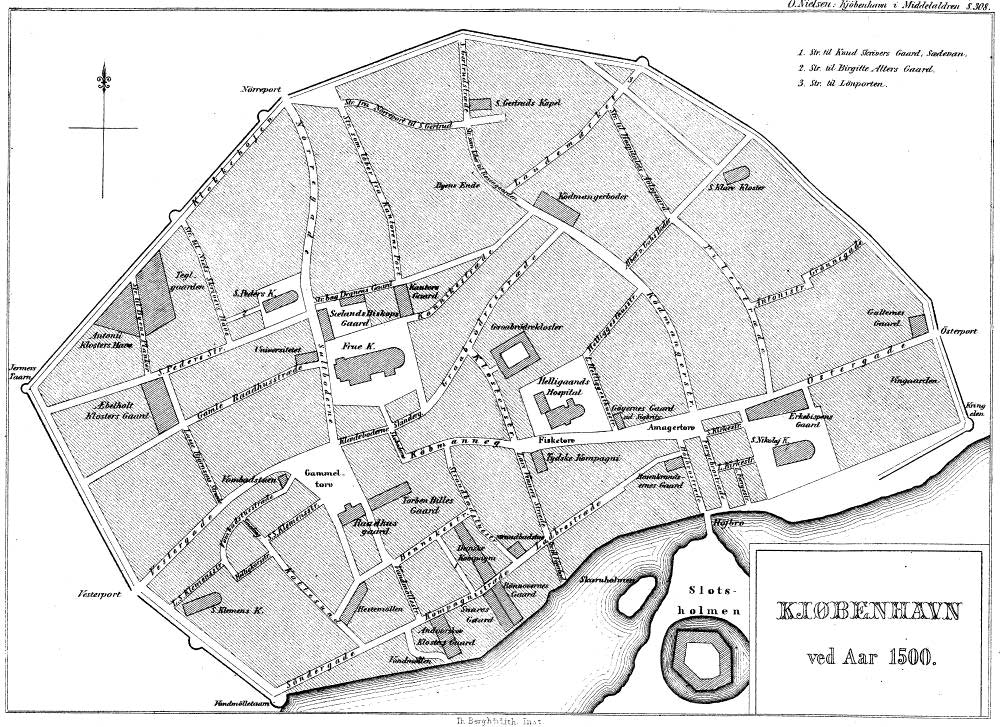
Köpenhamn omkring 1500
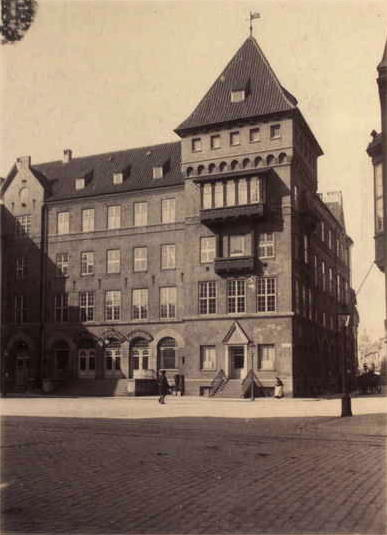
Studentersamfundets byggnad, omkring 1900
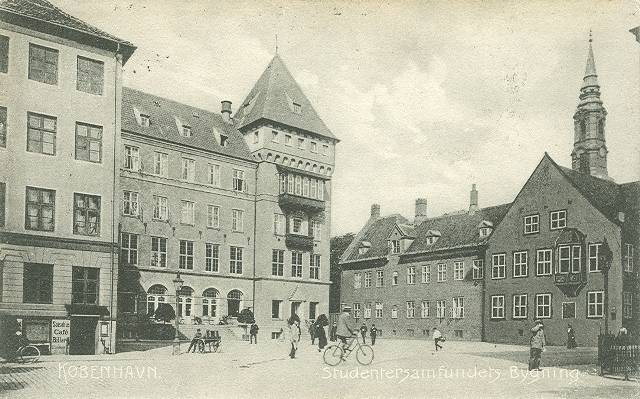
Bispetorv, omkring 1902
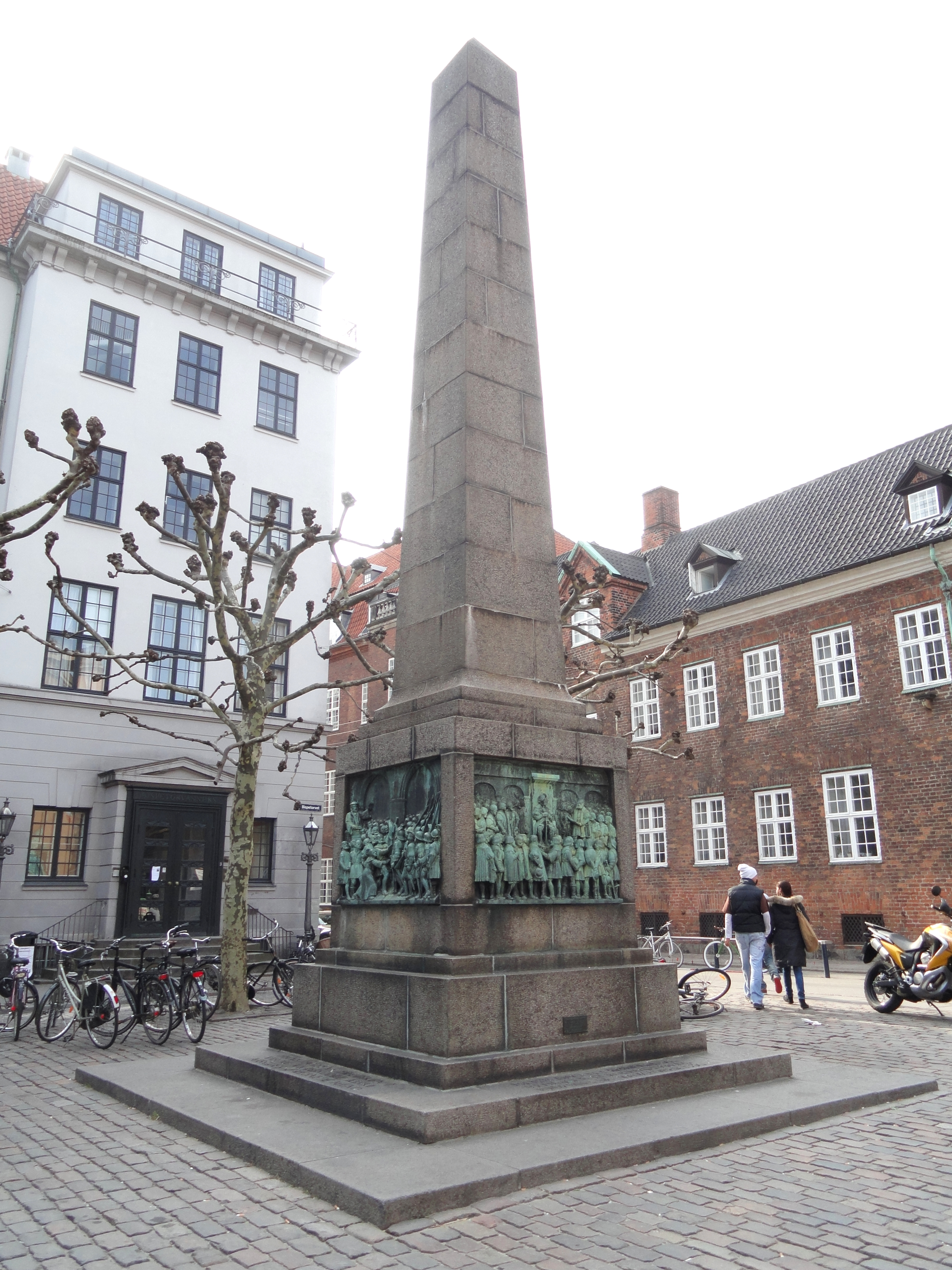
Reformationsmonumentet
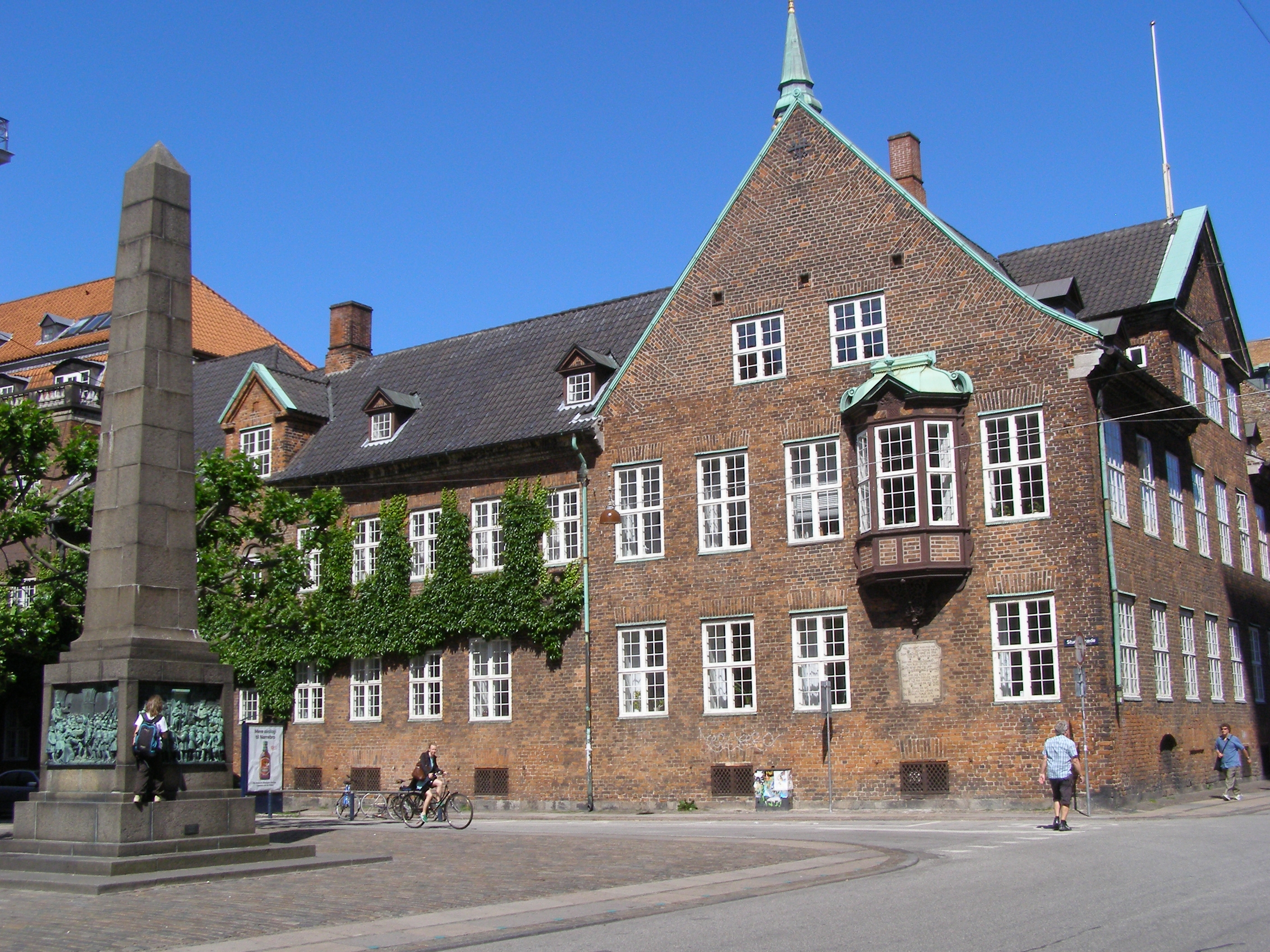
Bispegården
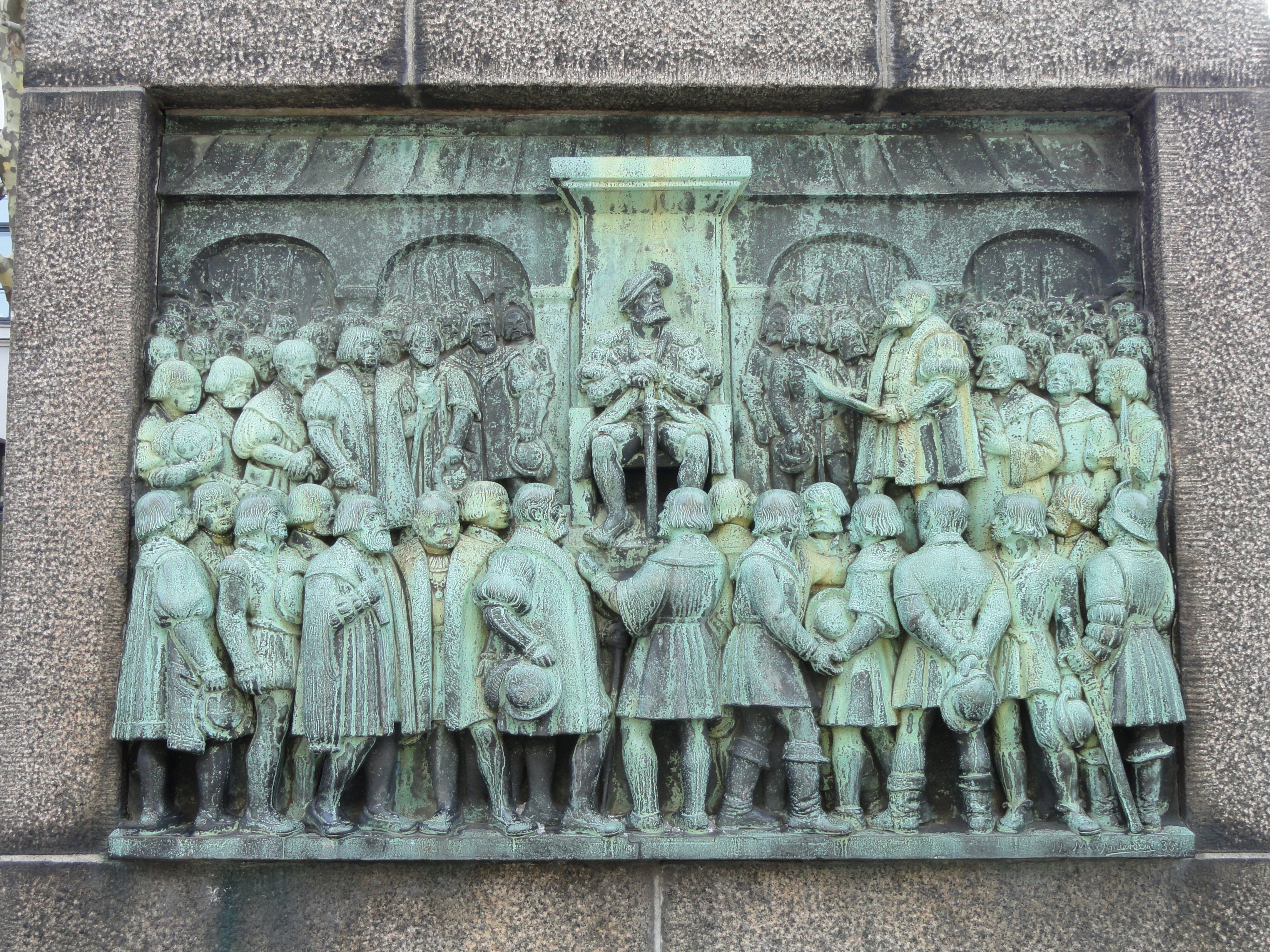
Kung Kristian III på Gammeltorv
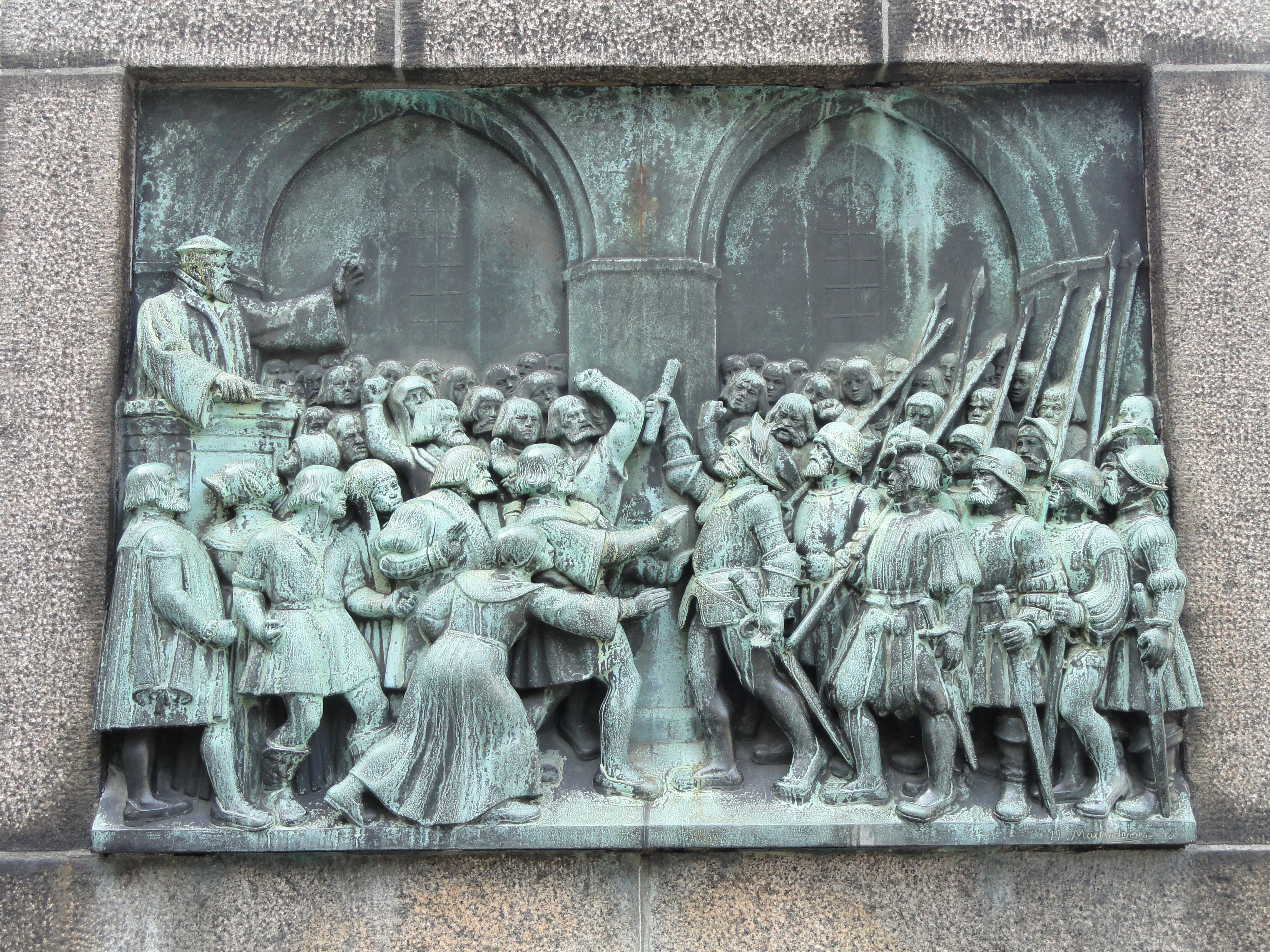
Hans Tausens gudstjänst avbryts
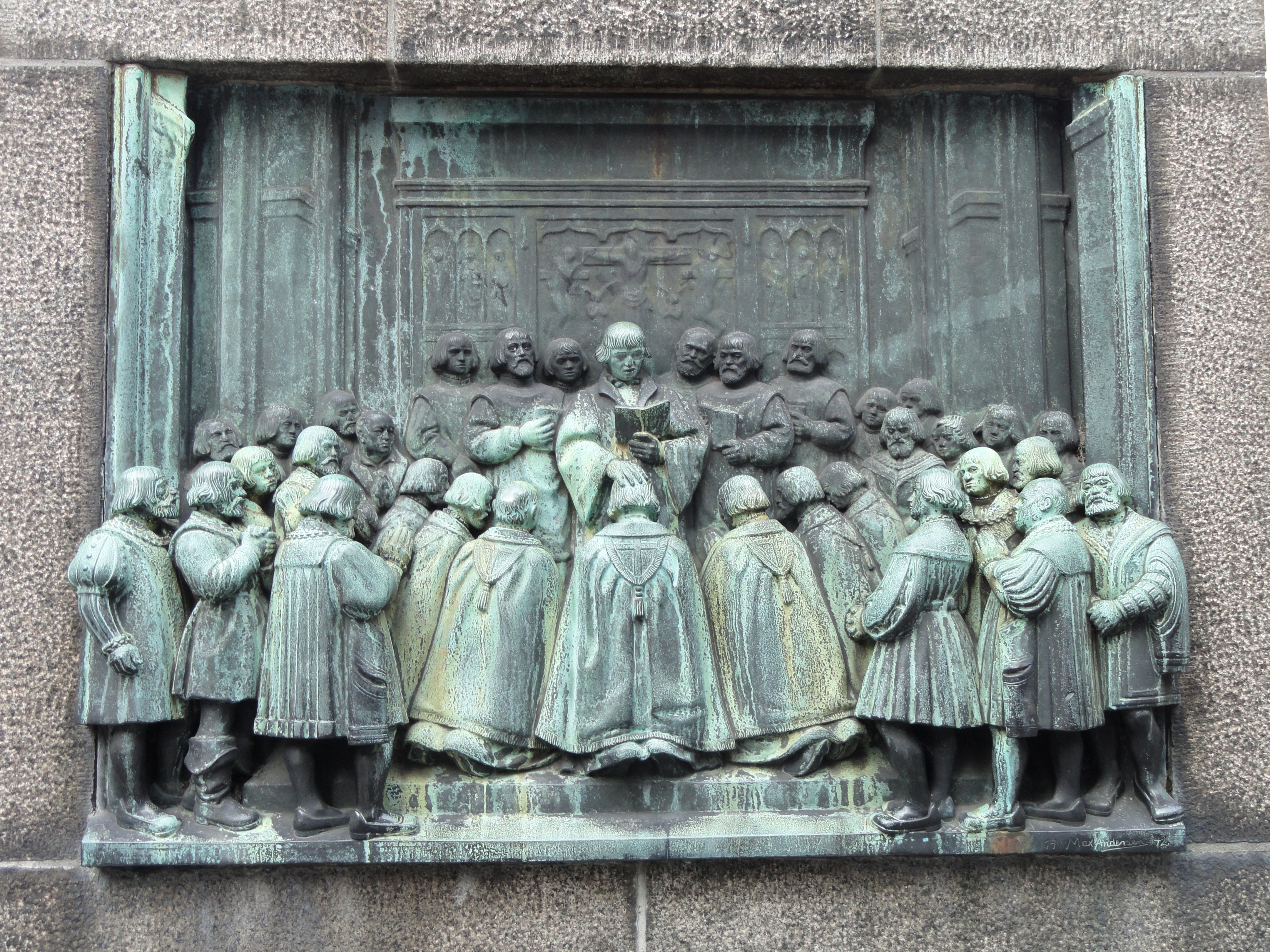
Ordination av superintendenter
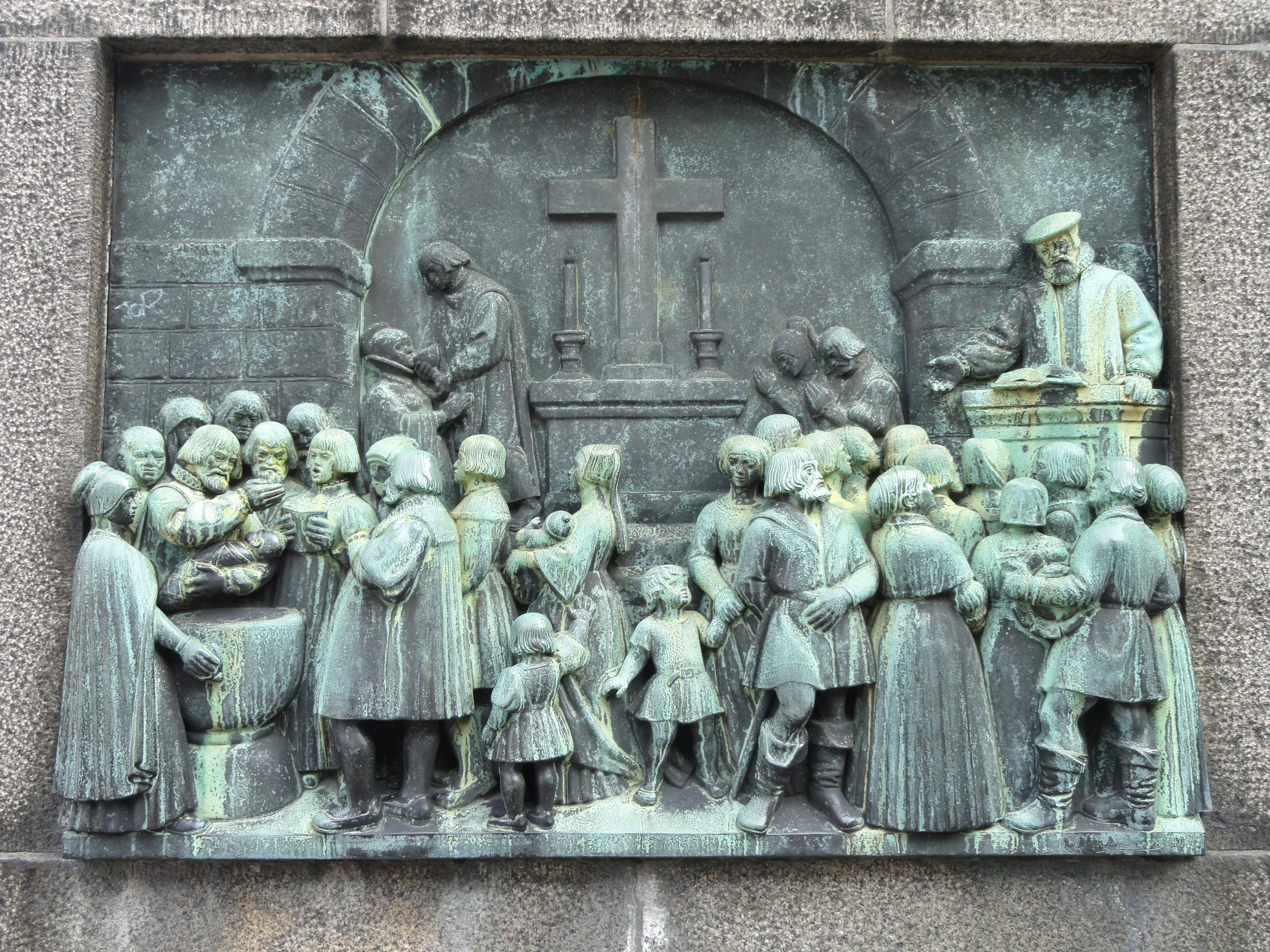
Peder Palladius på biskopsvisitation